# Береговое (Новосибирская область)
Берегово́е — село в Новосибирском районе Новосибирской области России. Входит в состав Боровского сельсовета.

## География
Площадь села — 115 гектаров.

## Население
| 2002 | 2007 | 2010 |
| ---- | ---- | ---- |
| 539  | ↗564 | ↘438 |

## Инфраструктура
В селе по данным на 2007 год функционируют 1 учреждение здравоохранения и 1 учреждение образования.